# Lưu Văn Chính
Lưu Văn Chính hay Steven Liu (Tiếng Trung giản thể: 刘文正; Tiếng Trung phồn thể: 劉文正; bính âm: Liú Wénzhèng; Việt bính: Lau Man-ching; sinh ngày 12 tháng 11 năm 1952) là một người từng nổi tiếng của Đài Loan.

## Những năm tháng đầu đời[2]
Lưu là con trai út của một gia đình khá giả và là con cưng của mẹ ông. Ông ban đầu có kế hoạch đi theo con đường của các anh chị, một anh trai và hai chị gái, tiếp tục con đường học vấn ở nước ngoài sau khi học xong đại học. Tuy nhiên, điều này đã được gác lại sau khi ông chiến thắng một cuộc thi ca hát dẫn đến một bản hợp đồng với đài truyền hình Đài Loan, Tai Shi khi ấy ông 17 tuổi.

## Sự nghiệp
Liu bắt đầu biểu diễn với ban nhạc của mình - Zheng Wu (正午 - Chính ngọ) trong trường trung học Xu Hui Zhong Xue, một trường học công giáo mà ông theo học. Theo như ông cho biết, niềm đam mê âm nhạc của ông được khích lệ bởi một thầy tu ở đó, là fan nhạc pop. Album đầu của ông Nuo Yan (诺言 - Lời hứa), phát hành năm 1975, đã mở ra sự nghiệp ca hát của ông khi nó ngay lập tức trở thành hit.
Con đường dẫn đến vị trí siêu sao của ông rất thuận lợi, vì phong cách của chất giọng riêng biệt và vẻ ngoài ưa nhìn. Thời gian đầu sự nghiệp, ông thường quàng một chiếc khăn quàng trắng khi biểu diễn và điều này đã trở thành hình ảnh nhận diện của ông.
Ông chiến thắng giải uy tín Jing Zhong Jiang 3 lần, vào các năm 1980, 82 và 83. Ở đỉnh cao sự nghiệp của mình, Lưu đã đòi tới NT$240,000 cho sự xuất hiện một đêm. Ông đã phát hành gần 40 album và đóng hơn chục bộ phim, trong những phim ấy, ông cùng diễn với một số nữ diễn viên được yêu mến nhât chẳng hạn Brigitte Lin, Shirley Lu và Sylvia Chang.
Năm 1983, Lưu khi ấy 30 tuổi thông báo một cách không mong muốn rằng ông sẽ từ bỏ ánh đèn sân khấu và tập trung vào sự nghiệp sau sân khấu. Trong rất nhiều cuộc phỏng vấn, ông giải thích rằng ông không thấy có thể có đột phá gì thêm và mong muốn nghỉ khi ở đỉnh cao của sự nghiệp. Ông mong muốn mở rộng theo bề ngang và không muốn giới hạn đời mình trong ngành giải trí. Ông sau đó thành lập một công ty sản xuất "Fei Ying" để đào tạo những tài năng trẻ tuy nhiên công ty đã ngừng hoạt động vào năm 1990 khi ông nhập cư vào Mỹ.
Năm 1991, ông chấp nhận một cuộc phỏng vấn hiếm hoi qua điện thoại với đài phát thanh Singapore, trong suốt cuộc phỏng vấn, ông Lưu, vốn thường rất kín trong chuyện đời tư, đã chủ yếu nói về cuộc sống cá nhân.
Ông miêu tả bản thân mình và thời thơ ấu của mình hạnh phúc như một đứa trẻ lạc quan và vô tư, một người hoàn toàn không nghĩ tương sự nghiệp trong tương lai lại là một ca sĩ và không hứng thú gì với âm nhạc mãi cho đến khi ông vào đại học. Còn vì tại sao ông vẫn không kết hôn, ông cho đó là vì tính cách độc lập của mình và vì cần một sự bình tâm lại. Ông cảm thấy một mối quan hệ dài hạn đòi hỏi một sự đồng lòng và trách nhiệm, điều khó có thể duy trì trong ngành công nghiệp giải trí. Dù khi ấy ông đã ngoài 30, ông vẫn cảm thấy rằng ông chưa đạt được mức độ trưởng thành cần thiết để đóng vai trò một người chồng và một người cha. Khi được hỏi liệu có phải ông yêu bản thân mình nhiều đến độ ông không cần đến tình yêu từ ai khác, ông cười trả lời " Đó có vẻ như là một vấn đề nhỏ ở đây".
Dù ông Lưu được biết đến với hình ảnh quyến rũ của mình, ông tiết lộ rằng những trang phục rực rỡ ấy cùng với những màn biểu diễn hào nhoáng trên sân khấu chỉ là phần thể hiện của một người nổi tiếng. Giờ đây, khi đã dời xa show biz, ông thú thực là thích những quần áo đơn giản và thoải mái hơn. Khẩu vị ăn uống của ông cũng không hề cầu kì, ông vui với một bát mì Zha Jiang Mien và bánh dumplings. Niềm yêu thích hàng đầu của ông là đi du lịch, đặc biệt là tới các thành phố lớn và hiện đại sẵn có nền nghệ thuật và văn hóa như New York và Tokyo. Ông có lần nói rằng ông không thích ở trong các khách sạn khi đi du lịch và ước mơ của ông là có "một căn hộ nhỏ ở mỗi thành phố mà tôi yêu mến".
Dù là siêu sao, ông Lưu vẫn giứ được danh tiếng mẫu mực trong ngành công nghiệp giải trí. Những người trong nghể miêu tả ông là người lịch thiệp, trầm tính và giữ mình trước sân khấu.
Ông Lưu giờ đây cư trú ở New York. Người ta nói rằng ông là một nhà đầu tư tài sản khôn ngoan với tài sản trải rộng ở nhiều quốc gia. Ông không hề có ý định quay lại show biz.

## Sự kiện trong đời[3]
1961 Lần đầu tham gia một cuộc thi âm nhạc
1968 Năm thứ 1 tại trường cao trung, thành lập ban nhạc "Chính Ngọ hơp ca đoàn", (正午合唱团)
1969 Tham gia cuộc thi ca nhạc lần IV của đài truyền hình Đài Loan, giành giải 5 với bài "Tầm mộng viên" (寻梦).
1972 Bắt đầu tham gia quân đội.
1975 Phát hành album đầu tay "lời hứa" (诺言). cộng tác cùng hãng 歌林天龍音樂.
1975 Tham gia bộ phim đầu tay "Trong ngoài khung cửa" (门里门外), lần đầu lưu diễn nước ngoài đến Hồng Kông. Từ 1975 đến 1982, tham gia hơn 20 bộ phim.
1975 Lần đầu biểu diễn trên truyền hình Đài Loan, tiết mục "Cẩm tú niên hoa" (锦绣年华).
1976 Album điện ảnh "Đêm của ngôi sao lớn" (巨星之夜)
1977 Biểu diễn cho 华视 và thực hiện chương trình 《刘文正时间》.
1978 Kết thúc hợp đồng với 歌林, trong thời gian hợp tác đã phát hành tổng cộng 12 Album là 《诺言》 (lời hứa)、《门里门外》 (trong ngoài khung cửa)、《永远》(mãi mãi)、《绿树花开情也来》(cây xanh nở hoa tình cũng đến)、《她像个孩子》(cô ấy giống đứa trẻ)、《寄语》 (lời nhắn gửi)、《小雨打在我身上》 (mưa nhỏ vương trên người anh)、《可爱的女孩》(cô gái khả ái)（hay còn gọi 《陌生的女孩》(cô gái xa lạ)）、《闪亮的日子》 (ngày ngời sáng)、《沉思》(trầm niệm)、《旷野中的人》 (người nơi thanh dã)、《情奔》 (chạy trốn tình yêu)。
1979 Chuyển sang hợp tác cùng hãng 东尼, phát hành Album đầu 《让我告诉你》(để anh nói cho em biết) và sau đó là 《风》(gió)、《你。小姐》(em, tiểu thư) và 《兰花草》(cỏ hoa lan)。
1980 Phát hành các Album 《阿美！阿美！ 》 (A Mỹ, A Mỹ)、《俏姑娘》 (Cô nương xinh đẹp)、《刘文正金曲》(những ca khúc vàng của Lưu Văn Chính và 《秋蝉》(chú ve mùa hè).
1981年，Công ty 东尼 thành lập công ty con ở Đài Loan「王振敬股份有限公司」(Công ty cổ phần hữu hạn Vương Chấn Kính)，phátt hành album 《三月里的小雨》(mưa nhỏ tháng 3)，gây ra hiệu ứng chưa từng có。Sauu còn phát hành thêm 《恭喜恭喜》(Cung Hỷ Cung Hỷ)、《云且留住》(mây cứ trôi)、《西洋译曲精粹》(Các bài hát dịch từ bài nước ngoài) và 《却上心头》。
1982年，Phát hành album cuối cùng hợp tác cùng hãng 东尼 đó là 《浮云游子》, sau đó hợp tác cùng hãng 丽金 phát hành Album đầu tay 《一段情》.
1983 Thắng giải Kim Chung (金钟) lần thứ 3, giải nam ca sĩ xuất sắc nhất.
1984 Kết thúc hợp đồng với công ty "Ngọc Lệ" (宝丽), trong thời gian cộng tác cùng Ngọc Lệ, đã cho ra 6 album: 《刘文正成名曲专辑》、《一段情》、《太阳一样》、《都市冒险家》、《爱之旅》 và 《男孩气的女孩》。
1986 tháng 12, từ Mỹ trở về, thành lập công ty "飞鹰三姝"
1989, ngày 8 tháng 2 Thực hiện 3 tiết mục đặc sắc đầu năm trong chương trình "声欢乐".
1991 tháng 8, dừng công ty "Phi Ưng" (飞鹰), nhập cư Mỹ, rút khỏi làng giải trí.

## Các Album
1975 tháng 5 - 諾言 - Lời hứa
1975 tháng 8 - 門裡門外 - Trong ngoài khung cửa
1975 tháng 10 - 永遠 - Mãi mãi
1976 tháng 3 - 綠樹花開情也來 - Cây xanh nở hoa tình cũng đến
1976 tháng 6 - 她像個孩子 Cô ấy giống đứa trẻ
1976 tháng 10 - 寄語 Lời nhắn gửi
1977 tháng 3 - 小雨打在我身上 -Mưa nhỏ vương trên người anh
1977 tháng 8 - 可愛的女孩 Cô gái khả ái
1978 tháng 1 - 閃亮的日子 - Ngày ngời sáng
1978 tháng 7 - 沉思 - Trầm niệm
1979 tháng 4 - 曠野中的人 Người nơi thanh dã
1979 tháng 10 - 情奔 - Chạy trốn tình yêu
1978  - 讓我告訴你 - Để anh nói cho em
1979  - 風 - Gió
1979   - 你。小姐 Em, tiểu thư
1979   - 蘭花草 - Cỏ hoa lan
1980   - 阿美！阿美！ A Mỹ! A Mỹ
1980   - 俏姑娘 Cô nương xinh đệp
1980   - 劉文正金曲 - Những ca khúc vàng của Lưu Văn Chính
1980   - 秋蟬 Chú ve mùa thu
1981   - 三裡的小雨 Mưa nhỏ tháng 3
1981   - 恭喜恭喜 - Cung hỷ, cung hỷ (tham gia một nửa Album, nửa còn lại của 恬妞)
1981   - 雲且留住 Mây cứ trôi
1981   - 西洋譯曲精粹（雨中行）Các bài hát dịch từ bài nước ngoài (Đi trong cơn mưa)
1981   - 卻上心寶麗金唱片 Album của hãng Ngọc Lệ
1982   - 劉文正成名曲專輯 - Tuyển tập ca khúc nổi tiếng của Lưu Văn Chính
1982   - 一段情 - Một đoạn tình
1983   - 太陽一樣 - Như vầng mặt trời
1983   - 單身漢/都市冒險家 Người chưa vợ/ kẻ phiêu lưu chốn thị thành
1983   - 愛之旅 Cuộc du ngoạn ái tình
1984   - 男孩氣的女孩 Cô gái nam tính

## Điện ảnh
·        門裡門外（1975）Trong ngoài khung cửa
·        閃亮的日子 (1976)  Ngày ngời sáng
·        溫暖在秋天（1976）Ấm áp mùa thu
·        愛情、文憑、牛仔褲（1976） Ái tình, bằng cấp và quần Jean
·        夏日假期玫瑰花（1976） Hoa hồng mùa hạ
·        女生追男生（1977）Đàn bà theo đuổi đàn ông
·        超級戀愛（1977） Tình yêu siêu cấp
·        處處聞啼鳥（1978） Nghe chim hót nơi nơi
·        你不要走（1978）Em không cần ra đi
·        太空式的愛情（1978） Yêu thật xa
·        願者上鉤（1978）Người nguyện mắc câu
·        初戀風景（1978）Cảnh sắc tình đầu
·        雲且留住（1981）Mây vẫn trôi
·        燃燒吧！火鳥（1982）Bùng cháy lên, phượng hoàng ơi!
·        提防小妞（1982）Đề phòng cô gái nhỏ
·        冬天里的一把火（1982）Đống lửa mùa đông
·        卻上心頭（1982）Trái tim quay về

## Những người được Lưu Văn Chính đào tạo
- 方文琳[4] Phương Văn Lâm
- 裘海正 Cầu Hải Chính
- 伊能靜[5] Y Năng Tịnh
- 巫啟賢 Vu Khởi Hiền
- 霍正奇 Hoắc Chính Kỳ
- 楊大為 Dương Đại Vị
- 李儀文 Lí Nghi Văn
- 紅唇族 Hồng Chấn Tộc